# Висенья Таргариен
Висенья Таргариен — персонаж вымышленного мира, изображённого в серии книг «Песнь Льда и Огня» Джорджа Мартина и в сериалах «Игра престолов» и «Дом Дракона», сестра и жена первого короля Вестероса из валирийской династии Таргариенов Эйегона I Завоевателя, мать короля Мейегора I Жестокого. Исследователи считают её историческими прототипами датских викингов, пытавшихся завоевать Англию в IX веке.

## Биография
Висенья принадлежала к валирийскому аристократическому роду, который примерно за сто лет до её рождения закрепился на Драконьем камне — небольшом острове в Узком море, у побережья Вестероса. Она была старшим ребёнком Эйериона Таргариена и Валейны Веларион. Позже в этой семье родились Эйегон и Рейенис; согласно валирийским обычаям, Эйегон женился на старшей сестре, но кроме неё, взял в жёны и младшую. Висенья стала верной помощницей брата-мужа. Она приняла активное участие в завоевании Вестероса: верхом на драконице Вхагар королева сражалась в битве на Пламенном поле, где были разгромлены короли Запада и Простора, а позже добилась бескровного подчинения Долины Аррен. В ходе Первой Дорнийской войны Висенья не раз предпринимала рейды на юг, сжигала замки дорнийских лордов, но не смогла разбить врага. Её сестра в этой войне погибла, так что Висенья стала единственной королевой.
После многих лет бесплодия Висенья родила сына Мейегора. Наследником Эйегона был сын Рейенис по имени Эйенис, родившийся раньше. Королева пыталась приблизить Мейегора к престолу, женив его на дочери Эйениса, но идея такого брака была отвергнута. При новом короле Мейегору пришлось уйти в изгнание в Эссос, а Висенья удалилась на Драконий Камень. Когда Эйенис умер от болезни, она провозгласила своего сына королём. Висенья умерла на Драконьем Камне в правление Мейегора.

## В книгах и изобразительном искусстве
В основных романах «Песни льда и огня», написанных Джорджем Мартином, Висенья только упоминается. Она стала персонажем псевдохроники «Мир льда и пламени», а позже появилась в повести «Сыновья Дракона», рассказывающей о вражде Мейегора и Эйениса. Эту повесть Мартин включил в книгу «Пламя и кровь», где речь идёт в том числе о завоевании Вестероса Эйегоном и сёстрами.
Висенья, её брат и сестра изображены на картине российского художника Романа Папсуева. Американец Чейз Стоун изобразил всех троих в септе на Драконьем Камне, отдельный портрет Висеньи создала Белла Берггольц.

## Оценки персонажа
Рецензенты констатируют, что с высадки Эйегона и его сестёр в Вестеросе начинается собственно историческая эпоха. Всё, что было до этого события, — скорее область мифа и вымысла. Историческими прототипами Висеньи, Эйегона и Рейенис стали, по-видимому, предводители датских викингов, которые в IX веке вели завоевание Англии. Изображённая Мартином практика женитьбы правителя на родной сестре, по-видимому, является отсылкой к Древнему Египту.